# 80号美国国道
80号美国国道（英語：U.S. Route 80）是一条东西方向的美国国道。该公路连接了德克萨斯州达拉斯和佐治亚州查特姆县，全长1,032.28英里。